# Nati nel 1504
| Questa pagina contiene informazioni ricavate automaticamente dalle voci biografiche con l'ausilio del template Bio e di un bot. L'aggiornamento è periodico e automatico e ricostruisce completamente la pagina. Se manca una persona in questa lista, sei pregato di non aggiungerla, ma accertati piuttosto che la sua voce biografica contenga il template Bio e che i dati anagrafici siano correttamente compilati. Se il template Bio manca, inseriscilo tu stesso o, in alternativa, metti l'avviso {{tmp\|Bio}} che ne segnala la mancanza. Se i dati riportati sono sbagliati, correggi direttamente la voce biografica; le modifiche saranno visibili in questa lista entro pochi giorni. Per chiarimenti vedi il progetto biografie. La lista contiene solo le 50 persone che sono citate nell'enciclopedia e per le quali è stato implementato correttamente il template Bio. Pagina aggiornata al 10 ago 2025. |

- 1º gennaio - Gaspare Crucigero, teologo tedesco († 1548)
- 17 gennaio - Papa Pio V, papa, vescovo cattolico e santo italiano († 1572)
- 28 gennaio - Anna II di Stolberg, religiosa tedesca († 1574)
- 3 febbraio - Scipione Rebiba, cardinale e arcivescovo cattolico italiano († 1577)
- 21 febbraio - Bernardo Segni, storico italiano († 1558)
- 31 marzo - Guru Angad Dev, scrittore indiano († 1552)
- 12 aprile - Alessandro Campeggi, cardinale e vescovo cattolico italiano († 1554)
- 30 aprile - Francesco Primaticcio, pittore, architetto e decoratore italiano († 1570)
- 5 maggio - Stanislao Osio, vescovo cattolico e cardinale polacco († 1579)
- 20 maggio - Berardino Elvino, vescovo cattolico italiano († 1548)
- 29 maggio - Antonio Veranzio, cardinale e arcivescovo cattolico italiano († 1573)
- 24 giugno - Johannes Mathesius, pastore protestante e teologo tedesco († 1565)
- 9 luglio - Raffaello da Montelupo, scultore e architetto italiano († 1566)
- 18 luglio - Heinrich Bullinger, teologo svizzero († 1575)
- 1º agosto - Dorotea di Danimarca, principessa danese († 1547)
- 6 agosto - Matthew Parker, arcivescovo anglicano e teologo inglese († 1575)
- 20 agosto - Uberto Strozzi, letterato italiano († 1553)
- 23 agosto - Francesca Salviati, nobildonna italiana
- 19 settembre - Girolamo Martinengo, abate italiano († 1569)
- 20 settembre - Filippo III di Nassau-Weilburg, nobile tedesco († 1559)
- 9 ottobre - Aimone Cravetta, giurista italiano († 1569)
- 25 ottobre - Jacopo Marmitta, poeta e religioso italiano († 1561)
- 29 ottobre - Sin Saimdang, poetessa e calligrafa coreana († 1551)
- 12 novembre - Giambattista Giraldi Cinzio, letterato, poeta e drammaturgo italiano († 1573)
- 13 novembre - Filippo I d'Assia († 1567)
- 31 dicembre - Beatrice d'Aviz, nobile († 1538)
- Dionigi Atanagi, letterato e poeta italiano († 1573)
- Levan di Cachezia, re georgiano († 1578)
- Vincenzo Cicala, corsaro e condottiero italiano († 1564)
- Jean de Dinteville, diplomatico francese († 1555)
- John Dudley, I duca di Northumberland, politico, generale e ammiraglio inglese († 1553)
- Charles Estienne, medico e scrittore francese († 1564)
- Giacomo Fantoni, scultore italiano († 1540)
- Paolo Farnese, italiano († 1512)
- Luis de Granada, teologo e presbitero spagnolo († 1588)
- Pietro Lippomano, vescovo cattolico italiano († 1548)
- Sante Lombardo, scultore e architetto italiano († 1560)
- Giacomo Antonio Lucifero, vescovo cattolico italiano († 1548)
- Francesco De Marchi, alpinista, speleologo e ingegnere italiano († 1576)
- Obu Toramasa, militare giapponese († 1565)
- Cristóbal de Oñate, esploratore spagnolo († 1567)
- Gerolama Orsini, duchessa italiana († 1569)
- Giovambattista Ricasoli, vescovo cattolico e diplomatico italiano († 1572)
- Pier Maria III de' Rossi, generale italiano († 1547)
- Sesson Shukei, pittore e monaco buddista giapponese († 1589)
- Jean de Tournes, tipografo e editore francese († 1564)
- Wú Chéng'ēn, scrittore cinese († 1582)
- Antoine, I conte de Noailles, nobile, ammiraglio e diplomatico francese († 1562)
- Giulio della Rovere, religioso italiano († 1581)
- Ğazı I Giray († 1524)